# کاستلوانا
کاستلوانا (به ایتالیایی: Castelveccana) یک کومونه در ایتالیا است که در استان وارزه واقع شده‌است.

## خصوصیات
کاستلوانا ۲۰٫۹ کیلومترمربع مساحت و ۲٬۰۳۲ نفر جمعیت دارد و ۲۵۷ متر بالاتر از سطح دریا واقع شده‌است.